# Selligueain A
Selligueain A, con fórmula química C45H36O15, es una proantocianidinas tipo A trimer de la propelargonidina tipo.
Puede extraerse del rizoma del helecho Selliguea feei recogida en Indonesia.
Tiene propiedades edulcorantes con dulzura relativa de 35 veces en comparación con la intensidad de un 2% w/v de solución acuosa de sacarosa.